# Who Can I Turn To?
Who Can I Turn To? ou Who Can I Turn To (When Nobody Needs Me) est une chanson britannique d'Anthony Newley écrite par ce dernier et composée par Leslie Bricusse, extraite de la comédie musicale The Roar of the Greasepaint – The Smell of the Crowd, et sortie en 1964. Cette version ne rentre pas dans le hit-parade. Par contre, la deuxième version, une reprise de Tony Bennett enregistrée 11 jours après la première de The Roar of the Greasepaint – The Smell of the Crowd, est classée no 33 au Billboard Hot 100 et no 5 au Hot Adult Contemporary Tracks en 1964. Reprise la même année par Shirley Bassey puis en 1965 par Dusty Springfield, Andy Williams, Matt Monro, Chris Farlowe, The Howard Roberts Quartet, Dionne Warwick, Bobby Darin et une nouvelle fois par Newley, Who Can I Turn To ? est depuis devenue un standard.

## Versions

### Single de Tony Bennett
Enregistrée en anglais (sauf mention contraire) par, :
- Count Basie (instrumental)
- Shirley Bassey
- Tony Bennett
- Black Eyed Peas (sampling)
- Betty Buckley
- George Cables (instrumental)
- Harry Connick Jr
- Barry Crocker
- Bobby Darin
- Sammy Davis Jr
- Anne Ducros
- Chris Farlowe
- Astrud Gilberto
- Bill Evans (instrumental)
- Gerry and the Pacemakers
- Dexter Gordon (instrumental)
- Rufus Harley (instrumental)
- Barney Kessel (instrumental)
- Wynton Marsalis (instrumental)
- Matt Monro
- Anthony Newley
- Jan Peerce
- Houston Person
- The Howard Roberts Quartet
- Don Sebesky (instrumental)
- Dusty Springfield
- Billy Taylor (instrumental)
- Clark Tracey
- Dionne Warwick
- Andy Williams
- Norman Wisdom